# 히가시요코제역
히가시요코제역(일본어: 東横瀬駅, ひがしよこぜえき)은 일본 사이타마현 지치부군 요코제정에 위치했던 세이부 철도 지치부 선의 철도역이었다.
지금의 아시가쿠보 역과 요코제 역사이에 위치해 있었다.
근처에 석회석이 매장되어 있는 광산이 있었으며 석회석 수송을 위해 미쓰비시 시멘트 공장안에 이 역이 건설되었고 1969년 개업했을 때부터 이 곳을 출발점으로 해서 시멘트 수송이 시작되었다.
그러다가 시멘트 수송량이 줄어들었고, 1990년대에 운행 열차의 감축이 시작되어 1995년 가을에 공식 철수를 표명했다. 그리고 1996년 3월 28일에 화물 수송을 중단시켰고, 4일 후에 폐역 처리했다.

## 역사
- 1969년 10월 14일 : 미쓰비시 시멘트 요코제 공장 안에 역 준공. 개업.
- 1996년 3월 28일: 화물 수송 중단.
- 1996년 4월 1일 : 폐역.